# Zeleno Polje
Zeleno Polje is een plaats in de gemeente Petlovac in de Kroatische provincie Osijek-Baranja. De plaats telt 80 inwoners (2001).